# Stade François-Sarrat
Le stade François-Sarrat est un stade de rugby à XV situé à Lannemezan (Hautes-Pyrénées). Il accueille les matchs de rugby de l'équipe locale, le Cercle amical lannemezanais, qui évolue en Nationale 2.

## Histoire du stade

### Origine du stade et premiers travaux (mi-XXesiècle)
C'est lors de la saison 1932-33 que le CAL joue son premier match sur la pelouse du nouveau terrain municipal, contre Saint-Gaudens en amical. Il ne subit pas de grands changements jusqu'en 1947, où les travaux obligèrent la délocalisation de l'équipe au pré Dasque, derrière le centre médical, pour la saison 1947-48. 
Le terrain officiel est en réfection et les tribunes sont alors agrandies, le pesage est en dégradé et une piste d'athlétisme est créée. De plus, l'entrée du stade est aussi refaite, pour être plus en accord avec le stade. 

### Seconde tranche de travaux (XXIesiècle)
Le stade municipal va par la suite changer de nom dans les années 2000, et adopter le nom de Stade François Sarrat. François Sarrat est devenu président du CAL en 1938 ainsi qu'après guerre, mais est aussi connu pour être le maire de Lannemezan de 1967 à 1979.
De nouveaux travaux devraient être réalisés dans les 3 années prochaines, pour répondre aux contraintes de la Ligue nationale de rugby pour les équipes qui participent au championnat de Pro D2, en particulier en termes d'éclairage et de tribunes.
Les premiers travaux effectués pour le début de la saison 2009-2010, en vue de la réception de Narbonne consistent en la création d'un parking pour les officiels, les joueurs et les partenaires, une rénovation et une mise aux normes de la tribune la portant ainsi de 600 à 900 places numérotées, les gradins en béton devant la tribune sont également remis aux normes. Une tribune de presse avec plateau télévision est également aménagé ainsi qu'un local antidopage.

## Équipement du stade

### Rugby à XV et football
La partie haute du stade est constituée d'un terrain central où se déroulent les matchs du Cercle amical lannemezanais. Face à ce terrain, sur le côté ouest, trône la grande tribune centrale de 900 places assises et numérotées, ainsi que les gradins (tout le long de ce même côté ouest). Le tout offre une capacité totale de 5 000 places.
La partie basse du stade est constituée d'un autre terrain de rugby, réservé à l'entraînement des équipes premières, espoirs et jeunes. Un autre terrain, en dehors des enceintes du stade, côté est, est utilisé pour des entraînements de football, en particulier dans le cadre des cours d'éducation physique et sportive du collège Gaston Fébus et du Lycée Michelet de Lannemezan.

### Athlétisme
Une piste d'athlétisme entoure le terrain principal du stade, permettant la pratique de sprints ou d'endurance. Dans la partie basse du stade, un bac à sable permet aussi la pratique du saut en longueur et du triple saut. Certains espaces dégagés servent également dans la pratique des lancers (poids, disque, javelot), en particulier pour les cours d'éducation physique et sportive.

### Pelote basque, tennis et pétanque
L'association Eskualduna permet la pratique de la palaa et de la pelote basque sur le fronton, rénové au milieu des années 2000.
Quatre courts de tennis sont aussi présents, en accès libre, au bas du stade. A l'entrée du stade est situé plusieurs terrains réservés à la pratique de la pétanque. Ils sont associés à ceux également présents dans le nouveau boulodrome, situé à l'espace du Nébouzan.

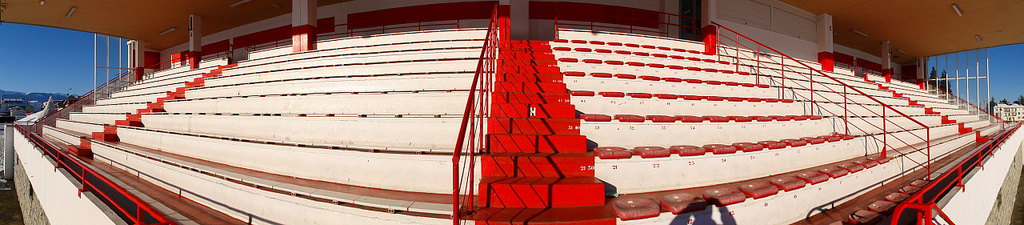
Gradins

## Affluences remarquables

### Record de gains
Alors que le CAL évolue en championnat Honneur, Lannemezan pulvérise son record de recette à domicile avec 200 000 francs, le 15 février 1947, contre l'équipe d'Auch. Le score final est de 3-3.

### Records d'affluences
Lors de la saison 2008-2009, dans le cadre du Trophée Jean Prat en Fédérale 1, le CA Lannemezan reçoit en quart de finale l'Union rugby Marmande Casteljaloux, devant 1 500 personnes (score final : 23-7 pour le CAL). En demi-finale, contre le RC Chalon, il y eut même plus de 2 000 personnes (score final : 16-9 pour le CAL).
Lors de la finale de la catégorie Phliponneau édition 2013 opposant l'UA Saverdun à l'Entente Mugron/Montfort/Pomarez le nombre de spectateurs a été estimé entre 3000 et 4000. (Source Sud-Ouest)
Pour la saison 2009-2010, le club table sur des affluences moyennes de l'ordre de 2 000 entrées payantes.